# Pat McDonald
Patrick Francis McDonald, detto Pat (Doonbeg, 29 luglio 1878 – New York, 16 maggio 1954), è stato un pesista e martellista statunitense d'origine irlandese.

## Carriera
Soprannominato "Fat Mac", era un membro dell'Irish American Athletic Club e del New York City Police Department, dove ha lavorato come vigile urbano a Times Square per molti anni.
Alle Olimpiadi a Stoccolma nel 1912 ha gareggiato per gli Stati Uniti nel getto del peso, dove vinse la medaglia d'oro. Partecipò anche al getto del peso a due mani, riuscendo però ad arrivare solo secondo, dietro l'americano Ralph Rose. Fu l'unica volta, però, che questa disciplina comparve alle Olimpiadi. Dopo 8 anni partecipa alle Olimpiadi ad Anversa, in Belgio, dove vince la medaglia d'oro nel lancio del martello con maniglia corta.

## Cognome
Il vero cognome di Patrick sarebbe McDonnell. Emigrano negli Stati Uniti nel 1909, il suo cognome viene scritto male, ma la sorella non ha il coraggio di correggerlo perché aveva paura di essere sbattuta fuori spiacevolmente dal dipartimento per l'immigrazione. Infatti tutti i membri della famiglia che sono emigrati con lei o dopo hanno dovuto identificarsi con il cognome McDonald e non con l'originale.

## Palmarès

### Olimpiadi

#### Stoccolma 1912Svezia
- Medaglia d'oro nel getto del peso con 15,34 metri
- Medaglia d'argento nel getto del peso a due mani con 27,53 metri

#### Anversa 1920Belgio
- Medaglia d'oro nel lancio del martello con maniglia corta con 11,265 metri